# Ramẕīyeh-e Yek
Ramẕīyeh-e Yek (persiska: رمضیّه یک, Ramzīyeh-ye Yek, Ramzīyyeh, Ramzīyeh, Ramziyehé Yek) är en ort i Iran.   Den ligger i provinsen Khuzestan, i den västra delen av landet, 600 km sydväst om huvudstaden Teheran. Ramẕīyeh-e Yek ligger 24 meter över havet och antalet invånare är 182.
Terrängen runt Ramẕīyeh-e Yek är mycket platt. Runt Ramẕīyeh-e Yek är det ganska tätbefolkat, med 144 invånare per kvadratkilometer. Närmaste större samhälle är Jongīyeh, 16,1 km öster om Ramẕīyeh-e Yek. Omgivningarna runt Ramẕīyeh-e Yek är i huvudsak ett öppet busklandskap.